# Lonely Teardrops (album)
 (juin 2013).
Si vous disposez d'ouvrages ou d'articles de référence ou si vous connaissez des sites web de qualité traitant du thème abordé ici, merci de compléter l'article en donnant les références utiles à sa vérifiabilité et en les liant à la section « Notes et références ».
Albums de Jackie Wilson
He's So Fine
(1958) So Much
(1959)
Singles
1. By The Light Of The Silvery Moon
Sortie : 1957
2. Lonely Teardrops
Sortie : 1958
3. That's Why (I Love You So)
Sortie : 1959
4. We Have Love
Sortie : 1959

Lonely Teardrops est le deuxième album du chanteur américain Jackie Wilson sorti en 1959.

## Présentation
Étant donné que les chansons sont quasiment toutes écrites par Berry Gordy, l'album connaît un succès dès son année de publication grâce à  Lonely Teardrops, une des chansons les plus connus de Wilson, sortie en single portant le même nom que l'album.
La chanson In The Blue Of Evening, qui est la face B du single Lonely Teardrops, est incluse dans l'album.
De plus, la chanson By The Light Of The Silvery Moon est en fait la face B de l'autre chanson Reet Petite sortie en single en 1957 mais cette dernière ne figure que sur le premier album de Wilson, He's So Fine.
Une compilation portant le même titre, Lonely Teardrops Classic Album (Gold Edition), sort le 16 avril 2012 et comprend les plus grands titres du chanteur comme Lonely Teardrops voire Reet Petite et encore d'autres.

## Liste des titres
Face A
| 1.    | Lonely Teardrops                   | Berry Gordy, Tyran Carlo        | 2:41 |
| 2.    | Each Time (I Love You More)        | Berry Gordy, Tyran Carlo        | 2:19 |
| 3.    | That's Why (I Love You So)         | Berry Gordy, Tyran Carlo        | 2:04 |
| 4.    | In The Blue Of Evening             | D'Artega, Tom Adair             | 2:54 |
| 5.    | The Joke (Is Not On Me)            | Gwendolyn Gordy, Janie Bradford | 1:56 |
| 6.    | Someone To Need Me (As I Need You) | Berry Gordy, Tyran Carlo        | 2:19 |
| 12:37 |                                    |                                 |      |

Face B
| 1.    | You Better Know It               | Jackie Wilson, Norm Henry               | 2:02 |
| 2.    | By The Light Of The Silvery Moon | Ed Madden, Gus Edwards                  | 2:17 |
| 3.    | Singing A Song                   | Earl Wilson, Frank Wilson Jackie Wilson | 2:19 |
| 4.    | Love Is All                      | Johnny Lehmann, Stan Lebowsky           | 2:40 |
| 5.    | We Have Love                     | Berry Gordy, Gwen Gordy, Tyran Carlo    | 2:25 |
| 6.    | Hush-A-Bye                       | Lionel Belasco, Winfield Scott          | 2:41 |
| 13:44 |                                  |                                         |      |